# Getasrejo
Getasrejo is een bestuurslaag in het regentschap Grobogan van de provincie Midden-Java, Indonesië. Getasrejo telt 5670 inwoners (volkstelling 2010).